# Кепинг, Ксения Борисовна

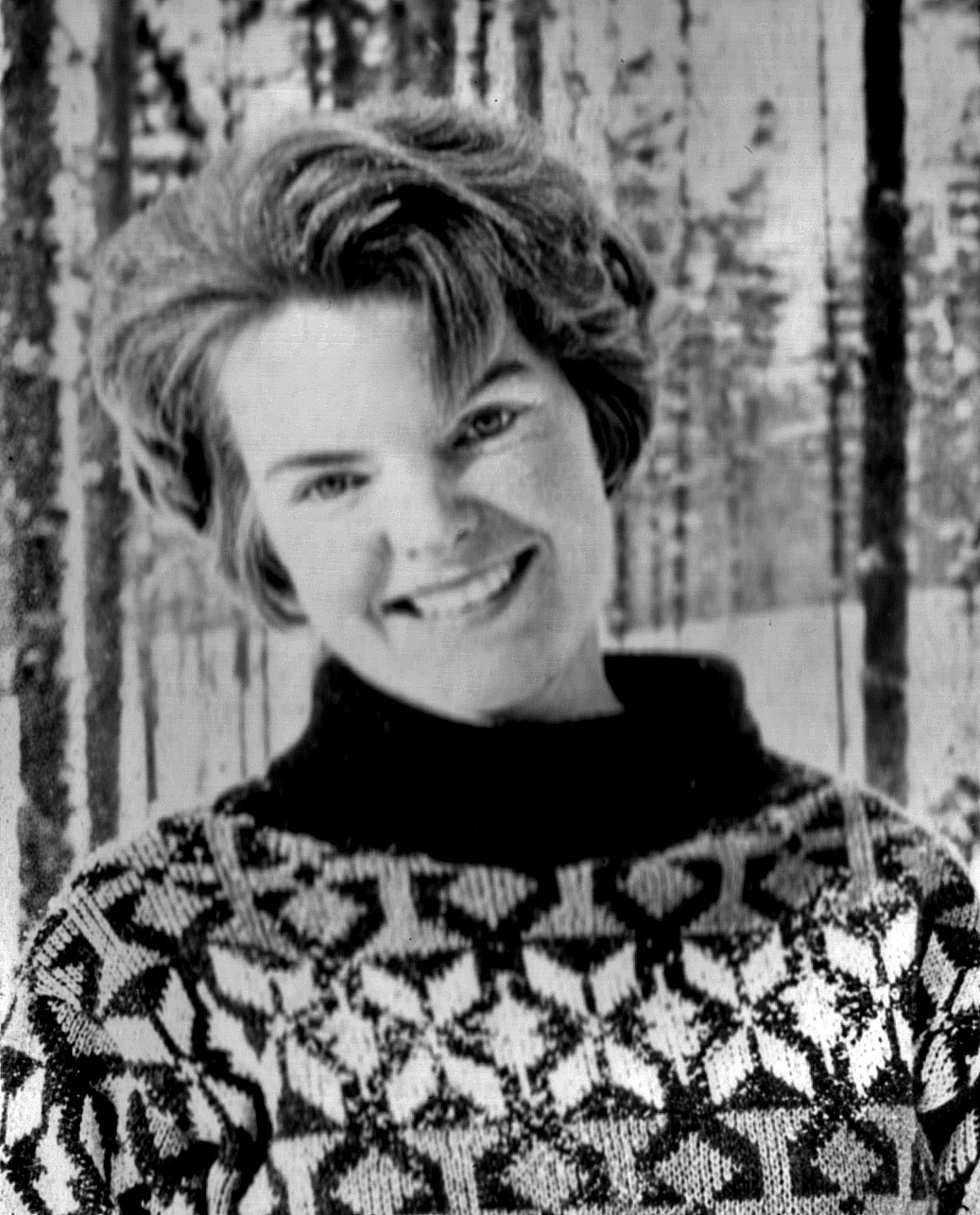
Кепинг на лыжной прогулке в пригороде Ленинграда, зима 1965 года

Ксения Борисовна Кепинг (кит. 克平, пиньинь Kè Píng, 7 февраля 1937 — 13 декабря 2002) — советская и российская тангутоведка, известная своими работами по грамматике тангутского языка. Известность получили также теория Кепинг о тантрической природе тангутского государства и её предложение разделять тангутский язык на разговорный, используемый в большинстве сохранившихся текстов, и ритуализированный язык, который можно видеть в небольшом количестве религиозных од.

## Биография
Кепинг родилась в китайском Тяньцзине 7 февраля 1937 года. Её отец, Борис Михайлович фон Кепинг (1896—1958), был боевым офицером белого движения, эмигрировавшим в Харбин после Гражданской войны. Он женился на дочери священника Ольге Викторовне Святиной (1900—1992), их семья переехала в Тяньцзинь, где находился приход брата Святиной, Леонида Викторовича Святина. Позже он стал митрополитом пекинским, главой Русской духовной миссии в Китае.
Кепинг росла в Тяньцзине, она свободно владела местным диалектом в 1945—1954 годах она посещала русскую школу. В 1955 году Русскую духовную миссию закрыли, семья Кепинг по собственному желанию вернулась в СССР. Её дядя Виктор стал архиепископом Краснодара и Кубани, а Бориса и Ольгу выслали в Центральную Азию. Ксению приняли в Центральноазиатский университет в Ташкенте, но при помощи дяди она перевелась в Ленинградский университет. Она изучала китайскую филологию на восточном факультете в 1955—1959 годах, а после выпуска устроилась в ленинградский филиал Института востоковедения, где работала до самой смерти в 2002 году.
Коллекция тангутских рукописей Института востоковедения РАН — крупнейшая в мире, её наполнили материалами из экспедиции 1908 года Петра Козлова в покинутый город-крепость Хара-Хото, однако после расстрела крупнейших тангутоведов, Алексея Иванова и Николая Невского, тангутология в СССР замерла. В конце 1950-х годов эта область востоковедения была возрождена под руководством Евгения Кычанова, а с 1966 года Кепинг начала изучение исчезнувшего тангутского языка и его сложное письмо, работая над диссертацией по грамматике. В 1969 году Кепинг получила кандидатскую степень, защитив диссертацию под названием «Текстологические и грамматические исследования тангутского перевода китайского военного трактата Сунь-цзы с комментариями трех авторов», ставшую основной для исследования тангутского перевода Сунь-цзы, опубликованного в 1979 году. В 1969 году она выступила соавтором академического издания словаря рифм «Море письмён», впоследствии опубликовав и другие тангутские тексты: «Лес категорий» (1983), «Вновь собранные записки о любви к младшим и почтении к старшим» (1990), The General’s Garden (2003). В 1986 Кепинг получила докторскую степень, защитив диссертацию по морфологии тангутского языка.
В 1980-х и 1990-х годах Кепинг много работала в соавторстве со специалистами из разных стран, включая Жоржа ван Дрима, с которым она занималась изучением тангутского глагола и тибетскими записями тангутских текстов, и тибетологом Кристофером Беквитом. В 1989—1990 годах она год провела в пекинском Университете национальностей (Миньцзу дайсюэ), работая вместе с китайскими тангутологами, такими как Ши Цзиньбо, Бай Бинем и Ли Фаньвэнем. Также в это время она записала серию уроков русского и китайского языка для трансляции на китайском радио и телевидении. Кепинг несколько раз посещала Британскую библиотеку в Лондоне, где изучала материалы, привезённые из Хара-Хото Аурелем Стейном.

## Научные взгляды
Кепинг была главной сторонницей теории о том, что государственной религией тангутов был буддизм Ваджраяны, а важной государственной функцией императора и императрицы было проведение тантрических ритуалов.
В 1986 году японский тангутолог Тацуо Нисида указал, что тангутские сакральные тексты можно разделить на две группы по использованию ими словаря, что он посчитал свидетельством сосуществования в тангутском обществе двух социальных групп: оседлых земледельцев, «краснолицых», и кочевой элиты, «черноголовых», которых он счёл правящим классом. В материалах, представленных на конференции по сино-тибетской лингвистике в 1996 году Кепинг описала свою теорию: она утверждает, что обнаруженные Нисидой группы принадлежат к двум языковым регистрам, «общему» и «ритуальному». «Общий» регистр использовался в повседневности, к нему принадлежит подавляющее большинство сохранившихся текстов, как секулярных, так и релегиозных; в этих текстах использовано около половины из 6000 известных тангутских иероглифов. «Ритуальный» регистр использует иероглифы, которые встречаются только в словарях и нескольких одах. По Кепинг, ритуальный регистр — это по сути искусственный язык без морфем, созданный шаманами до принятия тангутами буддизма.

## Комментарии
1. ↑  В своих работах, написанных по-английски, Кепинг называет тангутов «Mi-nia».